# Франківська вулиця (Харків)
Франківська вулиця — вулиця в Салтівському районі Харкова. Починається від майдану Оборонний Вал, йде на північний схід уздовж річки Харків і далі, ламаною лінією, повз промислових будівель і одноповерхової забудови приватного сектору. Закінчується Франківська вулиця біля території заводу «Промелектро-Харків».

## Історія і назва
Сучасна Франківська вулиця об'єднує колишній Бахметьєвський провулок (від початку до Рижівського провулку) і частину колишньої Рижівської набережної. Заснування вулиці відносять до кінця XVIII- початку XIX століття. 
В Бахметьєвському провулку жив лікар і філантроп Владислав Андрійович Франковський, випускник медфакультету Харківського університету, почесний громадянин міста Харкова. 15 вересня 1894 року за заслуги перед Харковом Міська дума присвоїла Бахметьєвському провулку і частині Рижівської набережної ім'я В. Франковського, ще за його життя.

## Будинки

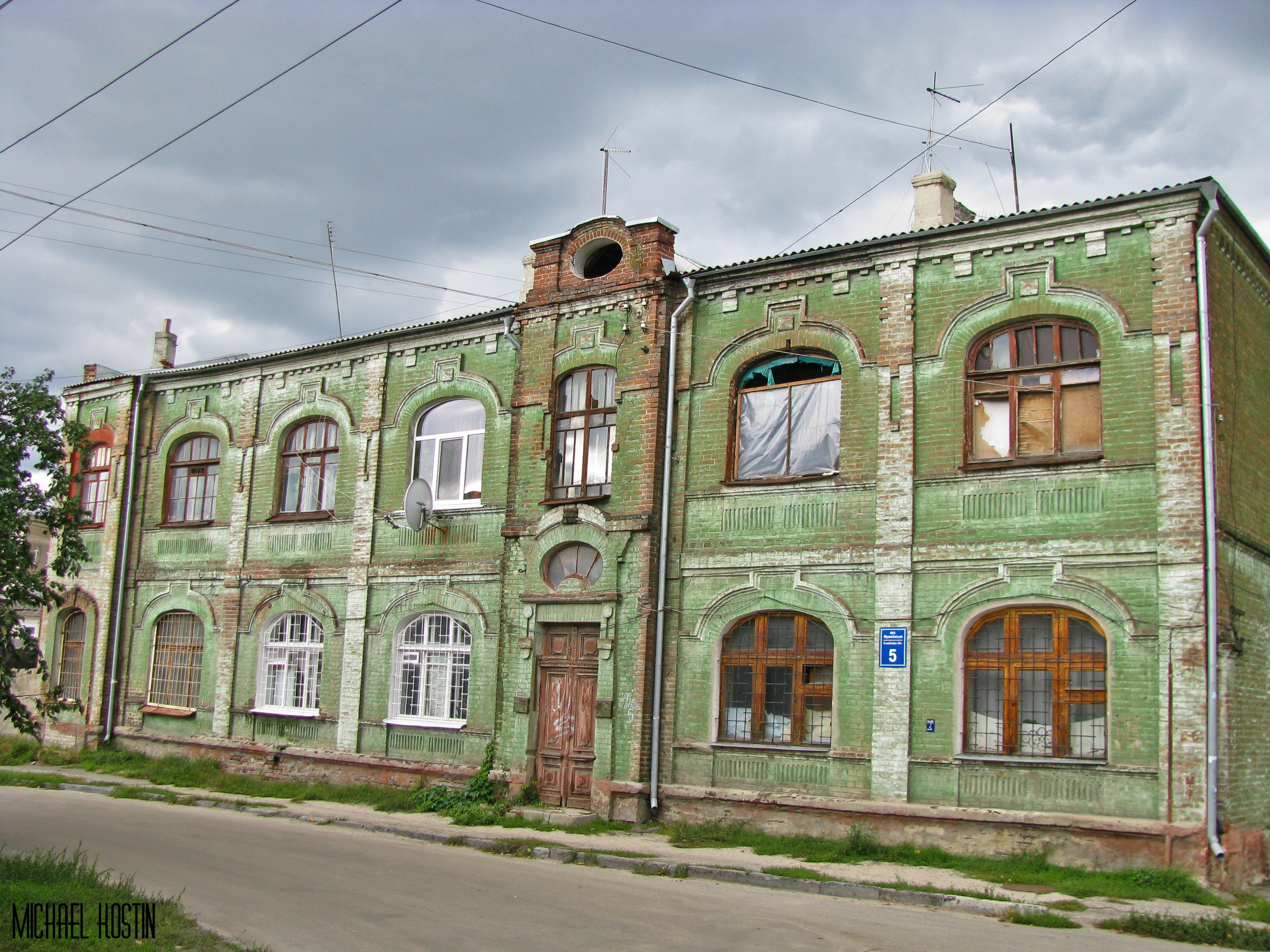
Будинок № 5

- Будинок № 5 — Пам'ятка архітектури Харкова, охорон. № 473. Житловий будинок 1911 року, архітектор П. Ширшов.